# 克罗雷 (阿拉巴马州)
克罗雷（英文：Colony），是美国阿拉巴马州下属的一座城市。面积约为2.25平方英里（约合5.83平方公里）。根据2010年美国人口普查，该市有人口268人，人口密度为119.01/平方英里（约合45.97/平方公里）。